# Charles Compagnon
Pour les articles homonymes, voir Compagnon.
Charles Compagnon (né le 18 juin 1981 à Paris) est un restaurateur français. Il est le propriétaire de deux restaurants à Paris : Le Richer, situé au 2, rue Richer dans le 9e arrondissement, et Le 52, situé au 52 rue du Faubourg-Saint-Denis dans le 10e arrondissement. Chacun de ses restaurants est ouvert 7 jours sur 7, de 8H00 à minuit. Charles Compagnon est également sommelier et torréfacteur. Il torréfie lui-même le café de ses restaurants, sous la marque Café Compagnon. Il a également créé en 2014 sa marque de bière, La Marise, élaborée avec la brasserie de Proef, en Belgique.

## Biographie

### Enfance
Charles Compagnon est né le 18 juin 1981 à Paris où il a grandi. Élevé par sa mère aux côtés d’une sœur aînée, il est également très proche de ses grands-parents maternels, originaires du Cantal. Avec eux, il passe toutes ses vacances dans leur maison de campagne à Pierrefort et découvre, à leur contact, le goût des bonnes choses. Il y apprend à pêcher, à ramasser les champignons et à cuisiner.

### Vie privée
Il est marié à la designer allemande Gesa Hansen, qui est à la tête de la maison d’ameublement The Hansen Family. Ensemble, ils ont 2 enfants : Finn (né en 2015) et Romy (né en 2017). C’est Gesa Hansen qui a réalisé l’aménagement du 52.

### Parcours
Enfant dissipé et n’aimant pas l’école, sa mère décide de l’inscrire à l'École hôtelière de Paris (17e arrondissement). Il y entre à 15 ans pour y préparer un bac hôtelier et un BTS de gestion hôtelière. Son diplôme en poche, il fait divers stage en cuisine et en salle, avec une nette préférence pour cette dernière car il aime les gens et le contact avec la clientèle. En 2003, il part en Espagne où il travaille comme chef de rang au restaurant Paradis à Madrid pendant 1 an. Entre 2004 et 2007, il travaille chez les Costes, d’abord au Georges pendant quelques mois puis à l’Hôtel Costes. Il y reste 3 ans : 6 mois comme chef de rang et 2 ans et demi comme manager aux côtés de Jean-Louis Costes. A 26 ans, il monte son premier restaurant en tant qu’associé : une brasserie située Avenue George-V. Il y découvre la gestion d’entreprise. Au bout de 8 mois, il décide d’arrêter pour continuer à se former en cuisines. C’est dans celles du restaurant triplement étoilé L'Ambroisie, situé place des Vosges à Paris, qu’il atterrit. Une expérience très courte mais marquante, qui agit comme un déclic : il comprend que cuisine et vin sont indissociables. Il part alors à New York où il décroche un poste de maître d’hôtel et un visa pour travailler à la James Beard Foundation, une fondation qui fait la promotion de la gastronomie aux États-Unis. Chaque soir, un dîner accords mets et vins est organisé et en l’espace d’une année, il y côtoie 200 chefs du monde entier dont les plus grands comme Alain Ducasse. Parallèlement, il s’inscrit au Court of Master Sommeliers où il obtient son diplôme de sommelier, en passant le niveau 1 à Boston puis le niveau 2 à San Francisco.

### Autres formations
En 2015 diplôme de torréfacteur chez Belco. En 2016, il suit une formation avec le torréfacteur Patrik Rolf (Lauréat de la World Brewer's Cup 2019). En 2018 il passe le niveau 3 du Wine & Spirit Education Trust.

## Restaurants

### L'Office

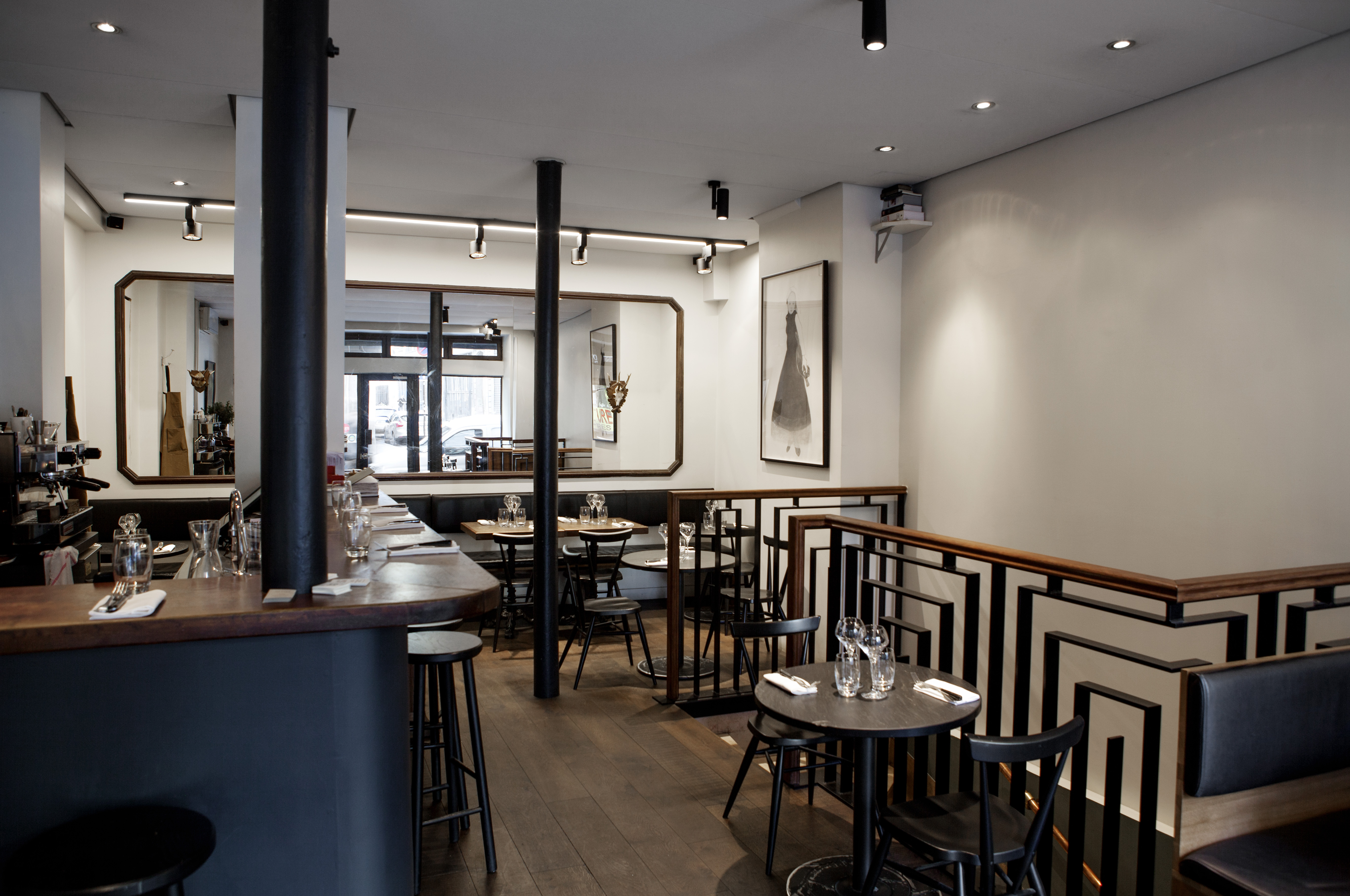

En 2011, il rachète L’Office, un petit bistro du 9e arrondissement de Paris. Kevin O’Donnell (rencontré à la James Beard Foundation) est son premier chef. Lorsqu’il part à Boston créer le SRV, c’est le chef japonais Yosuke Yamaji qui investit les cuisines de L’Office. En 2012, L’Office reçoit le prix Lillet Lebey du meilleur bistro parisien, ex-aequo avec L’Affable (7e arrondissement).

### Le Richer
La même année, il traverse la rue et rachète une brasserie d’angle Le Richer. Il en garde le nom et y invente son style : un restaurant mais aussi un lieu de vie, ouvert 7 jours sur 7, de 8H00 à minuit où tout le monde peut venir s’attabler du petit-déjeuner au dîner, sans réservation. En 2014, Le Richer reçoit le prix Fooding du « meilleur bistrot de France ».

### Le 52

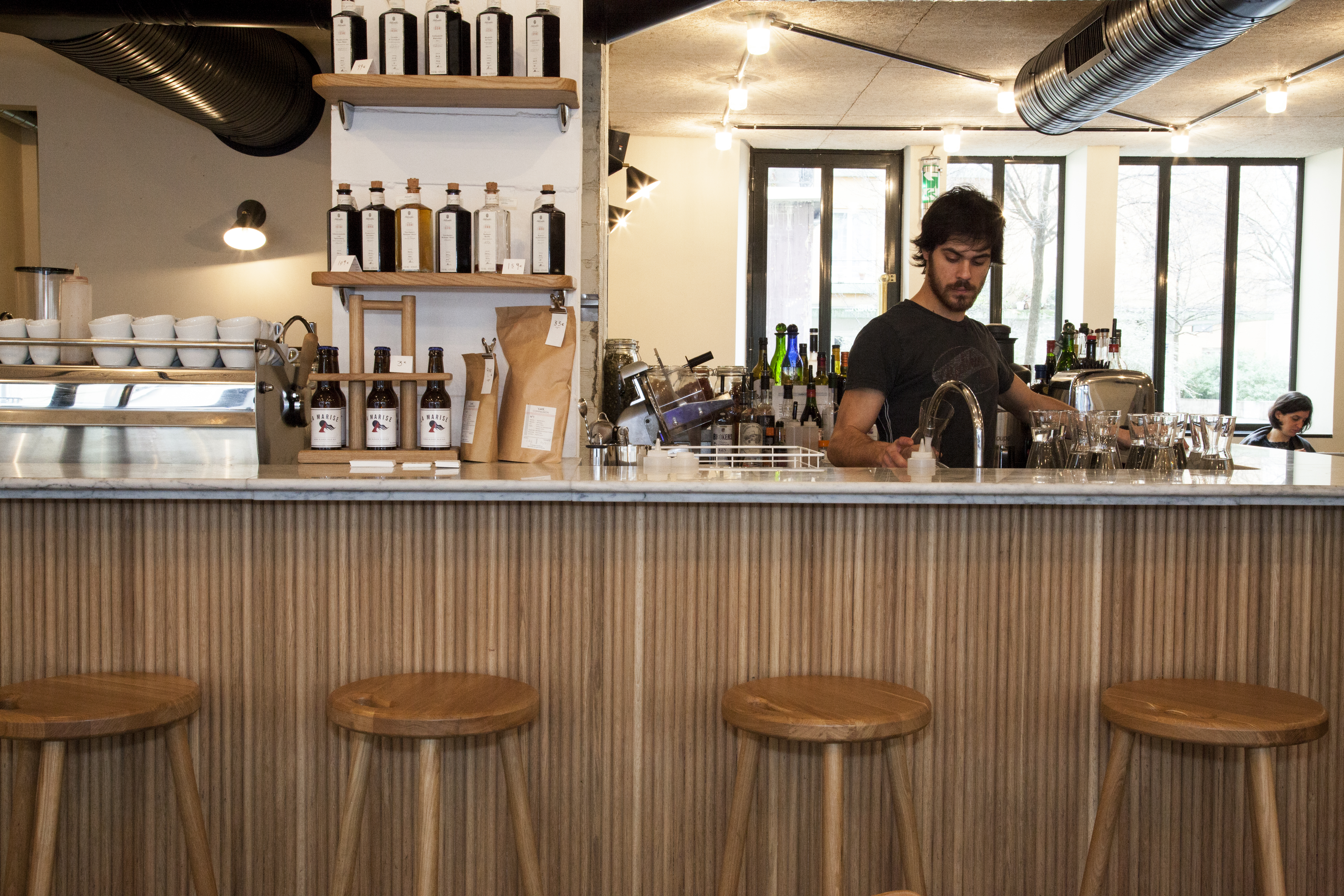

En 2014, il rachète une boucherie de la rue du Faubourg Saint-Denis (10e arrondissement de Paris) pour y installer sa troisième adresse : Le 52, sur le même modèle que Le Richer. Pour le 52, il s’associe à Adrien Bouchaud (ancien du Ritz). C’est également avec lui qu’il lance en 2016, Chaud Chaud Chaud,, un service de livraison à domicile de plats chauds. Le succès commercial ne parvient pas à être à la hauteur du succès d’estime. Il arrête ce service au bout d’un an. En 2017, il se voit remettre par Anne Hidalgo et Alain Ducasse la médaille de la ville de Paris qui récompense les personnes qui ont accompli un acte remarquable concernant la capitale.

## Philosophie
Il veut démocratiser la gastronomie, en proposant une cuisine au croisement entre brasserie et gastronomie. Curieux et perfectionniste, il aime apprendre et faire les choses par lui-même afin d’être au plus près de ce qu’il appelle la vérité du goût. C’est dans cette optique, qu’il a souhaité compléter sa formation par un diplôme de sommelier et un diplôme de torréfacteur chez Belco en 2015 puis effectue une formation avec le torréfacteur danois, mondialement reconnu, Patrik Rolf en 2016. En 2018, il a également suivi une formation en cuisine et en pâtisserie à l'école Ferrandi (Paris, 6e). En 2019, il réalise un stage de panification avec Rolland Feuillas au moulin et fournil de Cucugnan (Aude).

## Courances
En 2016, avec sa femme Gesa Hansen, ils achètent une maison de ville du 19e siècle dans la commune de Courances, au sud de Paris dans le département de l’Essonne. Leur maison de campagne devient également atelier puisque c’est là, notamment, que Charles Compagnon imagine de nouveaux plats pour ses restaurants et c’est également là qu’il a installé sa machine à café et créé sa marque de café, Café compagnon. Ce sont les Jardins de Courances qui approvisionnent en partie en légumes, fruits et aromates, les cuisines du Richer et du 52. Des produits de saison et locaux qui proviennent des parcelles maraîchères bio du château ou du domaine de Courances.